# Maxus V80
Maxus V80 – samochód dostawczo-osobowy typu van klasy wyższej produkowany pod chińską marką Maxus od 2011 roku.

## Historia i opis modelu

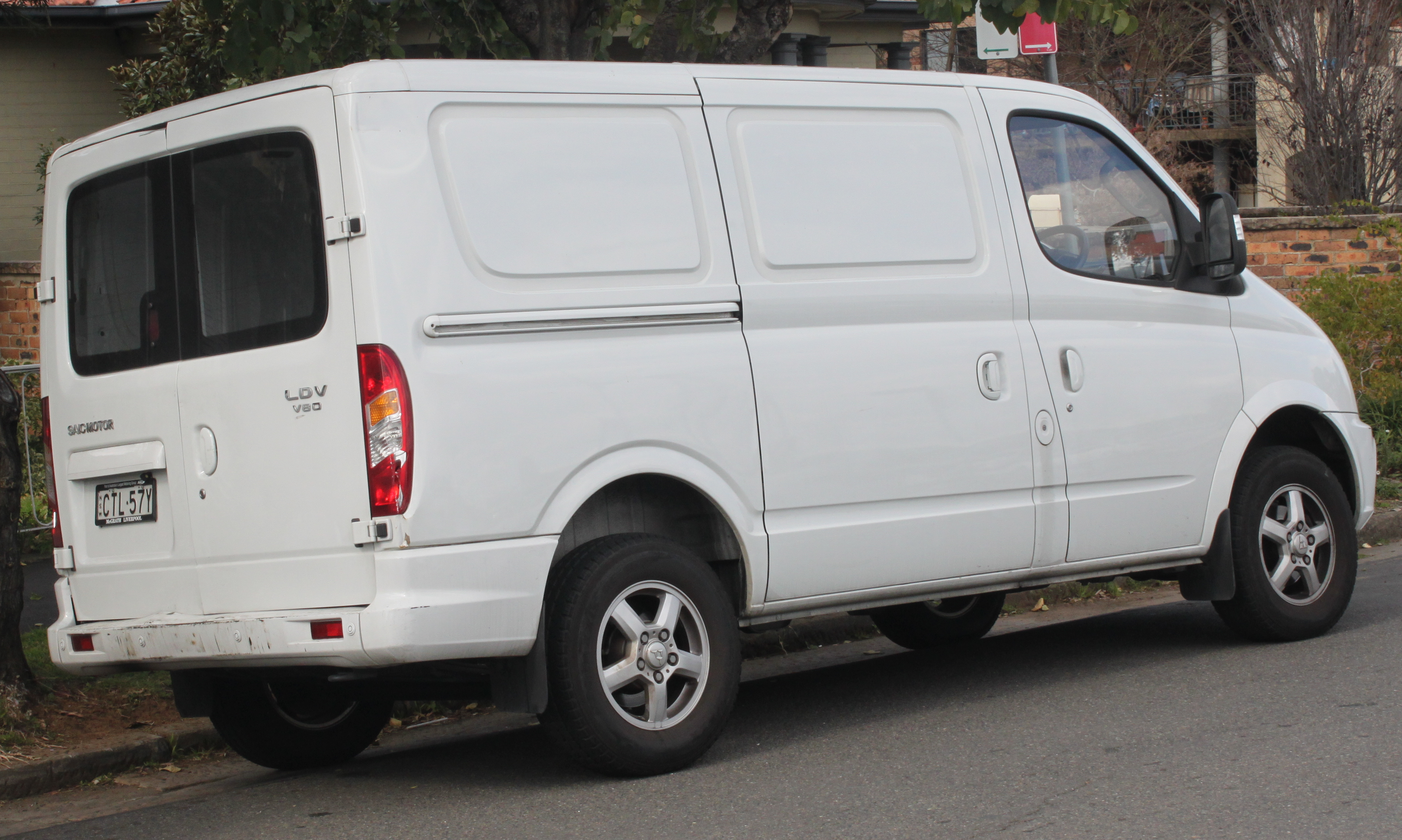
Maxus V80 - tył

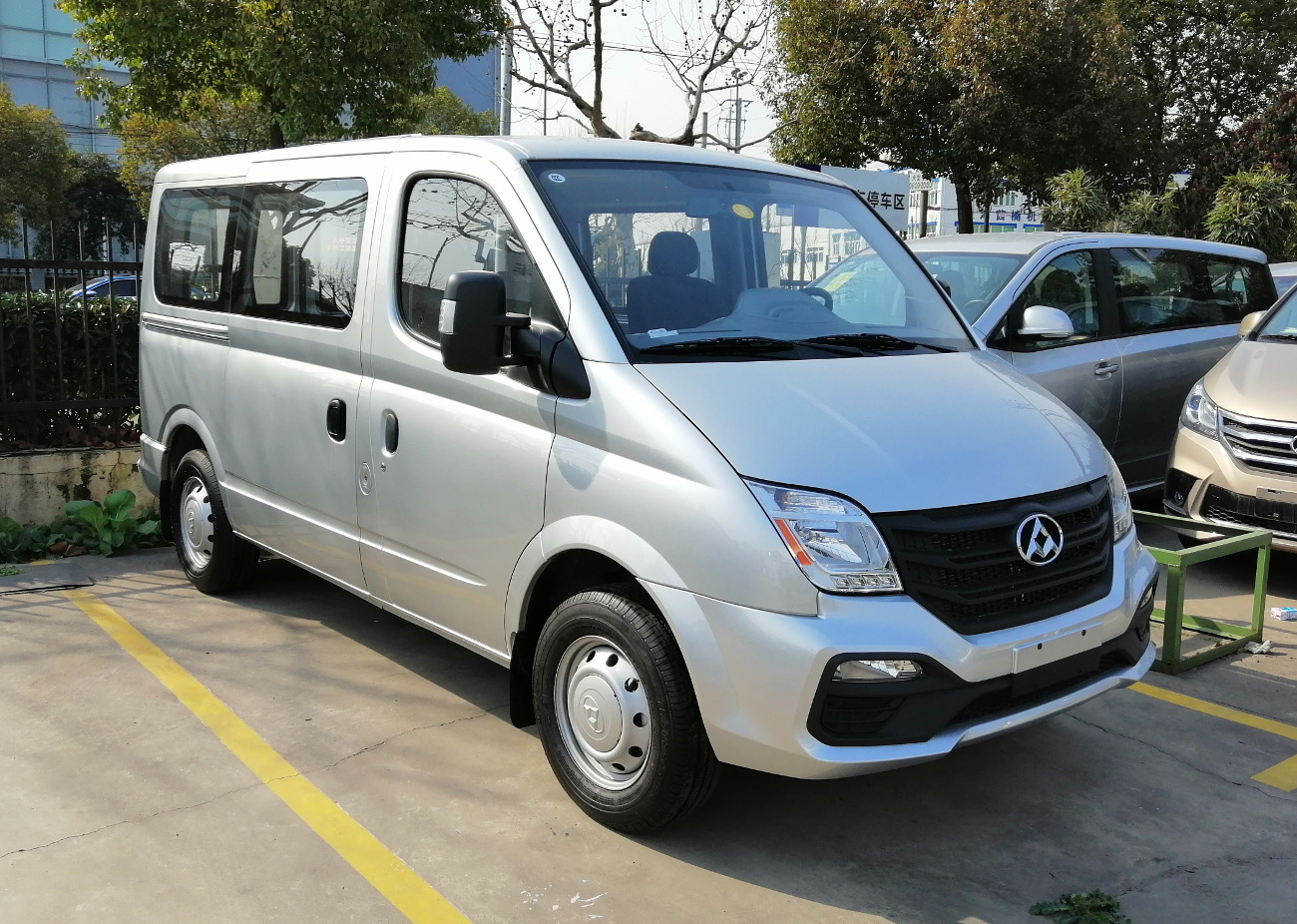
Maxus V80 po liftingu

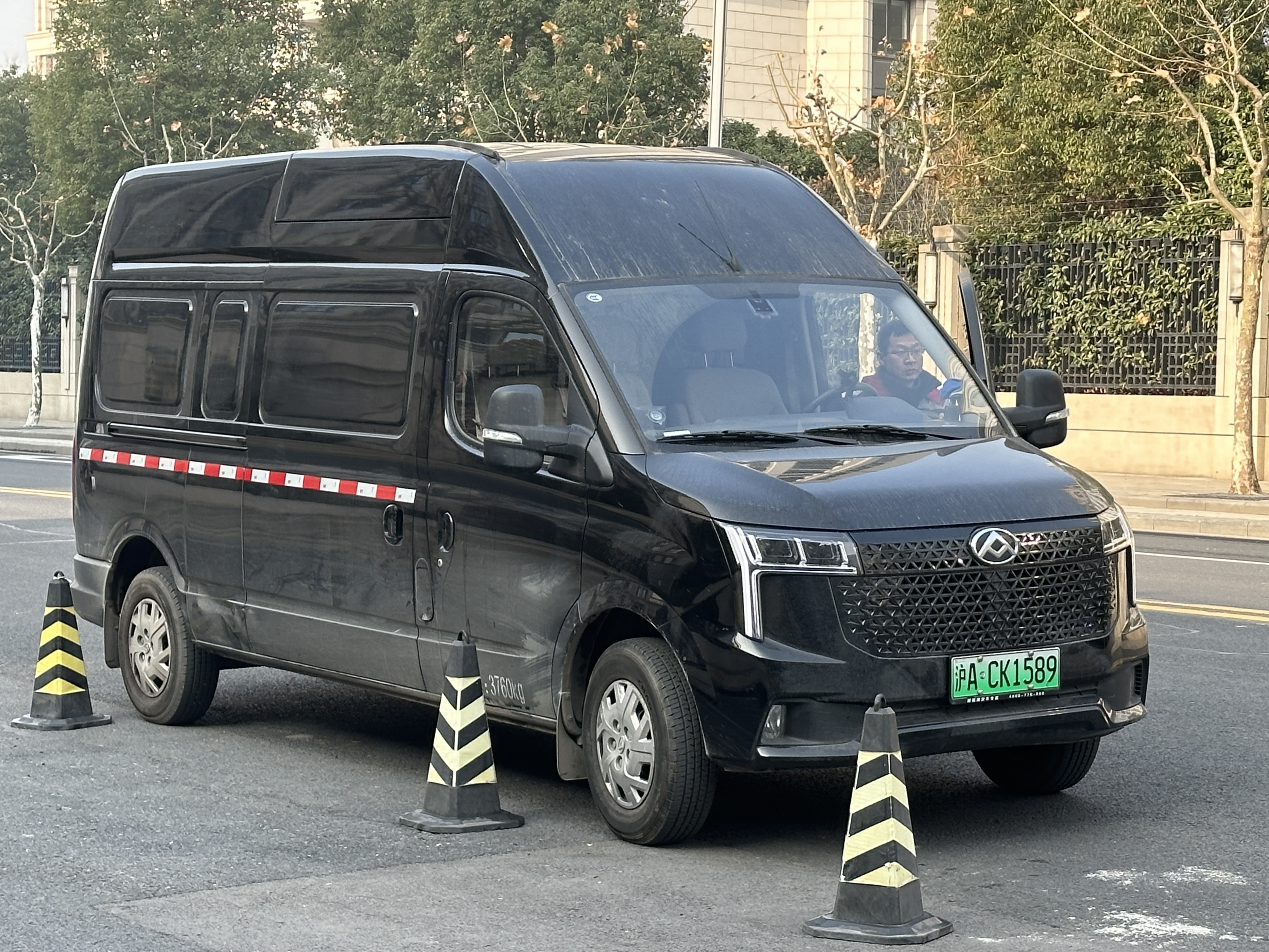
Maxus EV80 po drugim liftingu

Po tym, jak brytyjskie przedsiębiorstwo LDV ogłosiło upadłość w 2009 roku, zmuszone było zakończyć także produkcję swojego samochodu dostawczego LDV Maxus, które wdrożyło do sprzdaży w 2005 roku. Masę upadłościową po LDV zdecydował się nabyć chiński koncern SAIC, który w 2011 roku przekształcił dawną brytyjską markę w nową o nazwie Maxus.
Jej debiut rynkowy odbył się w Chinach za pomocą kosmetycznie zmodernizowanego LDV Maxusa, którego przemianowano na nazwę Maxus V80 i wdrożono do produkcji w chińskim Wuxi za pomocą linii produkcyjnej w całości przeniesionej z brytyjskiego Birmingham.
W porównaniu do brytyjskiego pierwowzoru, V80 zyskał przemodelowany przedni zderzak, diody LED do jazdy dziennej zintegrowane z reflektorami, a także nową atrapę chłodnicy z chromowanymi poprzeczkami i centralnie umieszczonym logo marki Maxus. Samochód trafił do sprzedaży zarówno jako dostawczy furgon, jak i samochód osobowy w postaci vana jak i minibusa mogącego przewieźć do 16 osób.

### FCV80
Po trzech latach prac konstrukcyjnych, w kwietniu 2017 roku Maxus przedstawił V80 z napędem zasilanym ogniwami paliwowymi w podstawie wodorowego modelu Maxus FCV80. 156-konny układ napędowy pozwala na przejechanie ok. 500 kilometrów na jednym tankowaniu, które pozwala uzupełnić do 6 kilogramów wodoru w 3-5 minut. Samochód wycofano z produkcji w 2020.

### EV80
W 2018 roku Maxus przedstawił kolejny wariant V80 o niekonwencjonalnym źródle napędu, tym razem w formie elektrycznego modelu pod nazwą Maxus EV80. Przy braku różnic wizualnych, układ napędowy wyposażony został w 136-konny silnik elektryczny rozwijający maksymalnie 320 Nm maksymalnego momentu obrotowego. Bateria o pojemności 56 kWh pozwala przejechać na jednym ładowaniu ok. 200 kilometrów.

### Restylizacje
W kwietniu 2019 roku Maxus zdecydował się zmodernizować V80 po raz pierwszy od rozpoczęcia produkcji dawnej brytyjskiej konstrukcji w 2011 roku. Samochód zyskał nową, większą atrapę chłodnicą wykończoną chromem i przyozdobioną większym logiem producenta, a ponadto przemodelowano także zderzak oraz wkłady lamp tylnych.
W październiku 2021 producent wzbogacił ofertę o zmodernizowany, ale równolegle oferowany ze starszym wariant z nowym projektem deski rozdzielczej o nazwie Maxus V80 Plus. Odszedł on od oryginalnego brytyjskiego projektu sprzed 20 lat na rzecz bardziej konwencjonalniego, z zegarami umiesczonymi przed kierowcą.
We wrześniu 2023 samochód przeszedł kolejną modernizację, tym razem skoncentrowaną na zupełnie nowym pasie przednim, który po raz pierwszy od premiery całkowicie porzucił cechy wyglądu brytyjskiego pierwowzoru. Samochód zyskał bardziej poziomą linię maski, z wyżej osadzonymi, kanciastymi reflektorami oraz większą, obszerniejszą osłoną chłodnicy. Samochód oferowano przez kolejne 3 miesiące jako Maxus V80 Pro jako nowocześniejszy wariant wobec równolegle sprzedawanego V80 Plus, jednak w grudniu tego samego roku wszystkie starsze warianty wycofano i pozostano przy zmodernizowanym, znów jako po prostu Maxus V80.

### Sprzedaż
Po debiucie na rodzimym rynku chińskim w 2011 roku, Maxus stopniowo poszerzał zasięg rynkowy modelu V80 na kolejnych rynkach eksportowych. W 2013 roku pojazd trafił do sprzedaży w Australii i Nowej Zelandii pod reaktywowaną na potrzeby państw anglosaskich marką LDV jako LDV V80. W 2015 roku pod tą samą nazwą pojazd rozpoczęto sprzedawać w Irlandii, a w 2016 roku - w Wielkiej Brytanii, 8 lat po zakończeniu produkcji pierwowzoru.
Maxus V80 trafił do sprzedażytakże na wybranych rynkach Ameryki Południowej, jak Kolumbia czy Chile, a także w Afryce (RPA) i krajach Azji Wschodniej, jak Malezja czy Filipiny. W 2019 roku koncern SAIC zdecydował się zasilić ofertę debiutującej lokalnie siostrzanej marki MG także pierwszym w historii oferowanym pod nią dużym samochodem dostawczym, rozpoczynając w Laem Chabang produkcję Maxusa V80 jako MG V80, kończąc ją jednak już 2 lata później.

### Silnik
- R4 2.5l Diesel